# White Gold (film, 1927)
Pour les articles homonymes, voir White Gold.
Pour plus de détails, voir Fiche technique et Distribution.
White Gold est un film américain réalisé par William K. Howard, sorti en 1927.

## Fiche technique
- Titre : White Gold
- Réalisation : William K. Howard
- Scénario : John Farrow, Garrett Fort, Tay Garnett, John W. Krafft et Marion Orth d'après la pièce de J. Palmer Parsons
- Photographie : Lucien Andriot
- Montage : John Dennis
- Direction artistique : Anton Grot
- Producteur : Cecil B. DeMille
- Société de production :  DeMille Pictures Corporation
- Société de distribution :  Producers Distributing Corporation (PDC)
- Pays d'origine :  États-Unis
- Format : Noir et blanc — 35 mm — 1,33:1 — Muet
- Genre : western
- Date de sortie : 1927

## Distribution
- Jetta Goudal : Dolores Carson
- Kenneth Thomson : Alec Carson
- George Bancroft : Sam Randall
- George Nichols : Carson, le père d'Alec
- Bob Perry : Bucky O'Neill
- Clyde Cook : Homer